# غريبه (دير الزور)
غريبه قرية سورية تتبع ناحية العشارة في منطقة الميادين في محافظة دير الزور. بلغ عدد سكانها 5991 نسمة في عام 2004 حسب إحصاء المكتب المركزي للإحصاء.
تقع على ضفاف نهر الفرات فوق الطريق الواصل بين مدينة ديرالزور ومدينة البوكمال ، وتحتوي على بعض الدوائر الرسمية من بلدية ومدرسة ابتدائية وأخرى إعدادية و ثانوية وفيها عدد من المساجد والمحال التجارية 
ولا بد من الإشارة إلى أن قرية غريبة تعتبر أول قرى _على طريق ديرالزور البوكمال _ عشيرة الشويط وبعدها دبلان و صبيخان و تشرين على الترتيب 
وأن أبناء هذه القرى ككل يتصفون بالكرم والشجاعة وحب العلم